# Onitsha
Onitsha (igbo: Ọ̀nị̀chà Mmílí o simplement Ọ̀nị̀chà) és una ciutat, centre comercial, educacional i religiós i port fluvial situada a la riba oriental del riu Níger, a l'Estat d'Anambra, al sud-est de Nigèria. Està situada a la regió històrica i cultural d'Igboland.
A principi de la dècada del 1960, abans de la Guerra de Biafra la població oficial estava xifrada en 76.000 habitants. Després, tot i el patiment experimentat en el conflicte, la ciutat ha anat creixent degut a la seva posició estratègica i el 2001 s'ha xifrat una població estimada de 511.000 habitants al municipi i a la seva àrea metropolitana, d'una 1.003.000 habitants. Això l'ha convertit en l'actualitat en una de les ciutats amb un creixement més ràpid del món.
El poble indígena d'Onitsha són els igbos, que parlen la llengua igbo. No s'ha de confondre la ciutat amb altres municipis que comparteixen el mateix nom a l'est de Nigèria: ONicha-Uboma, Onicha-Uburu, Onicha-Agu, Onicha-Nwenkwo, Onicha-EnuguEzike, Onicha Ngwa, Onicha Nkwerre, etc. A la riba occidental del riu Níger també hi ha els municipis d'Onicha Ugbo, Onicha Olona i Onicha Ukwuani. Tots ells tenen en comú que tenen poblacions igbo-parlants.

## Geografia
Onitsha està situat en el principal pas del riu Níger, riu navegable fins a la ciutat per grans vaixells. Aquests factors han fet que, històricament, Onitsha hagi estat un centre important per al comerç entre les regions costaneres i el nord, així com entre l'est i l'oest de Nigèria. Onitsha posseeix un dels pocs ponts que travessen l'ample riu Níger i es planeja fer un segon pont a prop Avui en dia Onitsha és un exemple de manual dels perills de la urbanització sense planificació ni serveis públics.

## Història
La majoria de les teories sobre el mot "Onicha" apunten als significats de "despreciador" o "arrogant" perquè aparentment, els habitants d'Onitsha miren a la gent de les ciutats del voltant com inferiors.
Onitsha era coneguda com a Ado N'Idu pels ciutadans que van partir del veí Regne de Benín, a l'oest d'Igboland, després d'una disputa violenta amb l'Oba de Benín que està datada a principis del segle xvi. Viatjant cap a l'est a través de l'actual Igboland occidental, els Onitsha van travessar el riu Níger i es van assentar a la riba oriental a la seva actual localització.
Després de la seva arribada a la riba est, la comunitat d'Onitsha va anar esdevenint un reialme unitari i va esdevenir una entitat centralitzada. Sembla que Eze Aroli fou el primer Obi d'Onitsha, el que governava la ciutat.
El 1857, mercaders britànics d'oli de palma van establir una estació permanent a la ciutat i s'hi van unir missioners cristians anglicans, encapçalats pel bisbe Samuel Ajayi Crowther (ioruba) i el reverend John Talylor (igbo). El 1900 Onitsha va esdevenir part del protectorat britànic.

### Història moderna
A mitjans del Segle XIX Onitsha va esdevenir un important port de la Royal Niger Company després de l'abolició de l'esclavitud i quan els europeus van desenvolupar la màquina de vapor que feia al riu més navegable. El comerç d'ametlla de palma i oli de palma que existia al golf de Biafra des del segle xii, fou desplaçat cap a aquest port fluvial al segle xix. La ciutat va atraure immigrants de l'interior d'Igboland, així com a comerciants britànics que s'hi van establir per a coordinar el comerç de l'oli de palma dels cultius comercials de la zona. El 1965 s'hi va construir el Pont del riu Níger per a reemplaçar el transbordador que creuava el riu.

## Població i societat

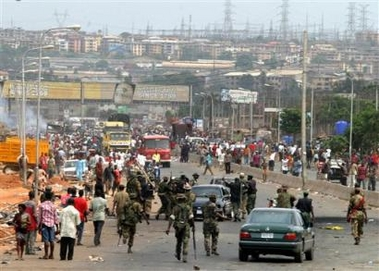
Carrer d'Onitsha

Avui en dia, Onitsha és una ciutat moderna localitzada a l'estat d'Anambra. La seva població parla igbo i anglès. Hi ha una catedral anglicana i una catedral catòlica i és la seu de moltes organitzacions eclesiàstiques i grups socio-culturals. A la ciutat hi ha un institut federal. Hi ha una caserna de l'exèrcit i una escola de metal·lúrgia i és la llar del mercat més gran de tot Àfrica. En aquest mercat a les dècades dels anys 1950 i 1960 s'hi venien obres de la Literatura del Mercat d'Onitsha, escrites en anglès crioll i pidgin.

## Economia
Onitsha proveeix l'Estat de Lagos i altres ciutats del nord de Nigèria. A través del mercat d'Onitsha també hi ha comerç entre l'est i l'oest del país, cosa que ha provocat que la ciutat hagi esdevingut un punt estratègic entre les regions occidentals i orientals del país. La Guerra de Biafra va significar la devastació de la ciutat i el seu final i la descoberta de petroli van portar un gran influx d'immigrants a la ciutat, que venien de les zones rurals.

## Religió i Política
La Cathedral Basilica of the Most Holy Trinity és la seu de l'Arxidiòcesi Catòlica d'Onitsha. L'església anglicana també té una catedral a la ciutat. Aquests foren els primers missioners cristians que van anar a la ciutat (el 1857). El 1884 van arribar-hi els catòlics.
Onitsha és la seu de l'Obi d'Onitsha, governant tradicional.
El febrer del 2006 militants cristians armats van matar com a mínim a 24 hausses i fulbe (musulmans) i van cremar diversos llocs de culte islàmics, com dues mesquites. Aquests disturbis eren conseqüència dels disturbis que hi havia hagut a Maiduguri uns dies abans, quan foren assassinats uns 18 cristians degut a les caricatures de Mahoma que s'havien editat a Dinamarca.